# Franco Scaglione
Franco Scaglione (Florencia, 26 de septiembre de 1916 - Suvereto, 19 de junio de 1993) fue un diseñador de automóviles italiano.

## Biografía
Franco Scaglione nació en Florencia (Italia) el 26 de septiembre de 1916, sus padres fueron Vittorio Scaglione, mayor médico del ejército y Giovanna Fabbri, capitana de la Cruz Roja Italiana. Su familia fue acomodada y de origen nobiliaria muy antigua (condes de Martirano San Nicola y Mottafilocastro). A los seis años de edad él y su hermano menor, Eugenio, quedaron huérfanos del padre.

Sus estudios son a orientación humanística, pero después accede a la Universidad de Ingeniería aeronáutica. Sus principales hobbys fueron la lectura, el tenis, la equitación y el canotaje. Prestó servicio militar con el grado de subteniente en el Genio Civil. Siguió en sus estudios, pero con el inicio de la Segunda Guerra Mundial partió como voluntario pidiendo ser destinado al Genio Estorbador. Enviado al frente líbico, el 24 de diciembre de 1941 fue retenido prisionero por los ingleses en El Duda, a sur de Tobruk. Fue llevado al campo de detención de Yol, en La India, donde permaneció hasta finales de 1946. Regresó a Italia el 26 de diciembre en el último barco de transporte de prisioneros. 

Logró alcanzar a su madre en Carolei, cerca de Cosenza, (mientras que su hermano Eugenio falleció en la guerra) y quedó con ella por casi un año. Al inicio de 1948 llega a Bolonia buscando trabajo: ya tenía claro trabajar como estilista en el sector automovilístico, su verdadera pasión. En un primer tiempo se dedicó a la confección como diseñador para casas de moda, teniendo mucho éxito, pero su vocación fue el sector del automóvil. El 25 de septiembre de 1948 se casó con Maria Luisa Benvenuti y el 10 de septiembre de 1950 nació su hija Giovanna.
En abril de 1951 se fue a Turín, donde operan las mayores casas de diseño de automóviles, y se puso en contacto con Battista Pinin Farina, el cual estimaba mucho los diseños que él presenta, pero no se logra poner en marcha una forma de colaboración ya que Pinin Farina no permite que los modelos lleven la firma del diseñador. Encuentra a Nuccio Bertone y nace finalmente una colaboración que los llevará a crear automóviles estupendos como el Alfa Romeo B.A.T, Giulietta Sprint, Giulietta SS y muchos otros. En 1959 interrumpió su relación en exclusividad con Carrozzeria Bertone y trabajó por su cuenta: aparecen el Lamborghini 350 GTV, el ATS 2500 GT, el Prince Motors japonés, el Titania, y varios modelos de la Intermeccanica: Apollo, Torino, Italia, Indra, IMX, Murena. En 1967 diseñará por cuenta de Alfa Romeo el 33 Stradale considerado por la mayoría como uno de los automóviles más bonitos que se han diseñado. Después de la quiebra de Intermeccanica, de propiedad del empresario canadiense Frank Reisner, vicisitud donde pierde los ahorros de toda su vida, se retira del trabajo por la delusión sufrida. 

En 1981 se traslada a Suvereto, un pequeño pueblo en la Provincia de Livorno. Cree ser olvidado por todos y vive una vida muy apartada. En julio de 1991 le viene diagnosticado un carcinoma pulmonar: sufrió durante dos largos años a causa de esta enfermedad, que le llevó a la muerte el 19 de junio de 1993. 

## Los proyectos

### 1951-1952
- Lancia Aurelia B50 coupé 5 posti (Carrozzeria Balbo)
- (dos modelos únicos diferentes entre ellos)

### 1952
- Fiat 1100 “Utiletta Frasca” (Carrozzeria Ansaloni)
- Abarth 1500 berlinetta Bertone
- Fiat-Siata 208 CS spider competizione Bertone
- Fiat-Siata 208 CS coupé 2+2 Bertone

### 1953
- Fiat-Stanguellini 1100 /103 TV berlinetta Bertone
- Fiat 1100 /103 TV Savio Sport berlinetta
- Alfa Romeo Berlinetta Aerodinámica Técnica B.A.T. 5 Bertone
- Alfa Romeo 1900L berlina 2 porte Bertone
- Arnolt-Aston Martin DB 2/4 roadster competizione Bertone (2 ejemplares)
- Arnolt-Aston Martin DB 2/4 spider Bertone
- Ferrari-Abarth 166 MM/53 spider competizione Bertone
- Arnolt-Bristol 404 X roadster competizione Bertone

### 1954
- Arnolt-Bristol 404 X spider gran turismo Bertone
- Arnolt-Bristol 404 X coupé gran turismo Bertone
- Fiat-Siata 208 CS coupé
- Alfa Romeo “2000 Sportiva” berlinetta competizione (prototipo) Bertone
- Alfa Romeo “2000 Sportiva” spider competizione (prototipo) Bertone
- Alfa Romeo Giulietta Sprint berlinetta Bertone
- Alfa Romeo Berlinetta Aerodinámica Técnica B.A.T. 7 Bertone
- Fiat-Stanguellini 1100 /103 TV “Cheetah” spider Bertone

### 1955
- Alfa Romeo Giulietta Sprint Spider prototipo 004 Bertone
- Alfa Romeo Giulietta Sprint Spider prototipo 002 Bertone
- Alfa Romeo 1900 cabriolet “Perla” Bertone
- Alfa Romeo Berlinetta Aerodinámica Técnica B.A.T. 9 Bertone

### 1956
- Fiat-Abarth 750 Record Bertone
- Fiat Abarth coupé 215 A Bertone
- Fiat Abarth spider 216 A Bertone
- Arnolt-Aston Martin DB2/4 cabriolet Bertone

### 1957
- Fiat-Stanguellini 1200 spider “America” Bertone
- Aston Martin DB2/4 coupé Bertone
- Jaguar XK 150 coupé Bertone
- Alfa Romeo Giulietta Sprint Speciale berlinetta Bertone

### 1958
- Alfa Romeo-Abarth 1000 berlinetta competizione Bertone
- NSU Prinz Sport coupé (primero construidos alrededor de 1700 por Bertone)

(Diseños desarrollados para Scaglione, en su ausencia):
- NSU Prinz Sport spider Wankel (prototipo 1960, producción desde 1963)

### 1959
- Maserati 3500 GT coupé Bertone
- Fiat-Osca 1500 berlinetta Bertone
- Fiat 1200 “Granluce” berlinetta Bertone
- Alfa Romeo 2000 “Sole” Bertone
- NSU Prinz 4 berlina prototipo
- Termina la relación de trabajo con Bertone

### 1960
- Porsche-Abarth Carrera GTL berlinetta, Carrozzeria Rocco Motto

### 1961
- Redesign per Intermeccanica “Apollo” berlinetta 2+2

### 1962
- Maserati Birdcage tipo 64 Scuderia SSS Repubblica di Venezia

### 1963
- Prince Motors “Skyline 1900 Sprint” berlinetta
- Apollo GT
- Apollo cabriolet
- Lamborghini 350 GTV coupé prototipo
- Stanguellini-Guzzi “Colibrì” record
- ATS 2500 GT berlinetta Allemano

### 1964
- Intermeccanica “Griffith” coupé (y cabriolet?)

### 1966
- Titania “Veltro GTT”
- Intermeccanica “Torino” cabriolet y coupé

### 1967
- Alfa Romeo 33 Stradale
- Intermeccanica “Italia GFX” cabriolet y coupé

### 1969
- Intermeccanica “Murena 429 GT” Station Wagon

### 1970
- Intermeccanica “Italia IMX” berlinetta competizione

### 1971
- Intermeccanica “Indra” cabriolet

### 1972
- Intermeccanica “Indra” coupé

- Datos: Q721488
- Multimedia: Franco Scaglione / Q721488